# Charlie O'Connell
Charles "Charlie" O'Connell, född 21 april 1975 på Manhattan i New York, är en amerikansk skådespelare och TV-personlighet. Han är känd för sin medverkan i TV-programmet The Bachelor, samt för att medverka i flera projekt med brodern Jerry O'Connell involverad, inklusive en huvudroll som Colin Mallory i den fjärde säsongen av science fiction-serien Sliders.

## Filmografi (i urval)

### TV
- 1996–1999 – Sliders (TV-serie)
- 1998 – VIP (TV-serie)
- 2003–2005 – Jordan, rättsläkare (TV-serie)
- 2004 – Brottskod: Försvunnen (TV-serie)
- 2005 – Bachelor (TV-serie)
- 2014 – Det hemsökta huset (TV-serie)

### Filmer
- 1999 – En djävulsk romans
- 2000 – Dude, Where's My Car?
- 2002 – The New Guy